# 1203
Portal Geschichte | Portal Biografien | Aktuelle Ereignisse | Jahreskalender | Tagesartikel

◄ |
12. Jahrhundert |
13. Jahrhundert
| 14. Jahrhundert | ►

◄ |
1170er |
1180er |
1190er |
1200er
| 1210er | 1220er | 1230er | ►

◄◄ |
◄ |
1199 |
1200 |
1201 |
1202 |
1203
| 1204 | 1205 | 1206 | 1207 | ► | ►►
Staatsoberhäupter  · Nekrolog
| Januar | Januar | Januar | Januar | Januar | Januar | Januar | Januar |
| Kw     | Mo     | Di     | Mi     | Do     | Fr     | Sa     | So     |
| 1      |        |        | 1      | 2      | 3      | 4      | 5      |
| 2      | 6      | 7      | 8      | 9      | 10     | 11     | 12     |
| 3      | 13     | 14     | 15     | 16     | 17     | 18     | 19     |
| 4      | 20     | 21     | 22     | 23     | 24     | 25     | 26     |
| 5      | 27     | 28     | 29     | 30     | 31     |        |        |
| ------ | ------ | ------ | ------ | ------ | ------ | ------ | ------ |

| Februar | Februar | Februar | Februar | Februar | Februar | Februar | Februar |
| Kw      | Mo      | Di      | Mi      | Do      | Fr      | Sa      | So      |
| 5       |         |         |         |         |         | 1       | 2       |
| 6       | 3       | 4       | 5       | 6       | 7       | 8       | 9       |
| 7       | 10      | 11      | 12      | 13      | 14      | 15      | 16      |
| 8       | 17      | 18      | 19      | 20      | 21      | 22      | 23      |
| 9       | 24      | 25      | 26      | 27      | 28      |         |         |
| ------- | ------- | ------- | ------- | ------- | ------- | ------- | ------- |

| März | März | März | März | März | März | März | März |
| Kw   | Mo   | Di   | Mi   | Do   | Fr   | Sa   | So   |
| 9    |      |      |      |      |      | 1    | 2    |
| 10   | 3    | 4    | 5    | 6    | 7    | 8    | 9    |
| 11   | 10   | 11   | 12   | 13   | 14   | 15   | 16   |
| 12   | 17   | 18   | 19   | 20   | 21   | 22   | 23   |
| 13   | 24   | 25   | 26   | 27   | 28   | 29   | 30   |
| 14   | 31   |      |      |      |      |      |      |
| ---- | ---- | ---- | ---- | ---- | ---- | ---- | ---- |

| April | April | April | April | April | April | April | April |
| Kw    | Mo    | Di    | Mi    | Do    | Fr    | Sa    | So    |
| 14    |       | 1     | 2     | 3     | 4     | 5     | 6     |
| 15    | 7     | 8     | 9     | 10    | 11    | 12    | 13    |
| 16    | 14    | 15    | 16    | 17    | 18    | 19    | 20    |
| 17    | 21    | 22    | 23    | 24    | 25    | 26    | 27    |
| 18    | 28    | 29    | 30    |       |       |       |       |
| ----- | ----- | ----- | ----- | ----- | ----- | ----- | ----- |

| Mai | Mai | Mai | Mai | Mai | Mai | Mai | Mai |
| Kw  | Mo  | Di  | Mi  | Do  | Fr  | Sa  | So  |
| 18  |     |     |     | 1   | 2   | 3   | 4   |
| 19  | 5   | 6   | 7   | 8   | 9   | 10  | 11  |
| 20  | 12  | 13  | 14  | 15  | 16  | 17  | 18  |
| 21  | 19  | 20  | 21  | 22  | 23  | 24  | 25  |
| 22  | 26  | 27  | 28  | 29  | 30  | 31  |     |
| --- | --- | --- | --- | --- | --- | --- | --- |

| Juni | Juni | Juni | Juni | Juni | Juni | Juni | Juni |
| Kw   | Mo   | Di   | Mi   | Do   | Fr   | Sa   | So   |
| 22   |      |      |      |      |      |      | 1    |
| 23   | 2    | 3    | 4    | 5    | 6    | 7    | 8    |
| 24   | 9    | 10   | 11   | 12   | 13   | 14   | 15   |
| 25   | 16   | 17   | 18   | 19   | 20   | 21   | 22   |
| 26   | 23   | 24   | 25   | 26   | 27   | 28   | 29   |
| 27   | 30   |      |      |      |      |      |      |
| ---- | ---- | ---- | ---- | ---- | ---- | ---- | ---- |

| Juli | Juli | Juli | Juli | Juli | Juli | Juli | Juli |
| Kw   | Mo   | Di   | Mi   | Do   | Fr   | Sa   | So   |
| 27   |      | 1    | 2    | 3    | 4    | 5    | 6    |
| 28   | 7    | 8    | 9    | 10   | 11   | 12   | 13   |
| 29   | 14   | 15   | 16   | 17   | 18   | 19   | 20   |
| 30   | 21   | 22   | 23   | 24   | 25   | 26   | 27   |
| 31   | 28   | 29   | 30   | 31   |      |      |      |
| ---- | ---- | ---- | ---- | ---- | ---- | ---- | ---- |

| August | August | August | August | August | August | August | August |
| Kw     | Mo     | Di     | Mi     | Do     | Fr     | Sa     | So     |
| 31     |        |        |        |        | 1      | 2      | 3      |
| 32     | 4      | 5      | 6      | 7      | 8      | 9      | 10     |
| 33     | 11     | 12     | 13     | 14     | 15     | 16     | 17     |
| 34     | 18     | 19     | 20     | 21     | 22     | 23     | 24     |
| 35     | 25     | 26     | 27     | 28     | 29     | 30     | 31     |
| ------ | ------ | ------ | ------ | ------ | ------ | ------ | ------ |

| September | September | September | September | September | September | September | September |
| Kw        | Mo        | Di        | Mi        | Do        | Fr        | Sa        | So        |
| 36        | 1         | 2         | 3         | 4         | 5         | 6         | 7         |
| 37        | 8         | 9         | 10        | 11        | 12        | 13        | 14        |
| 38        | 15        | 16        | 17        | 18        | 19        | 20        | 21        |
| 39        | 22        | 23        | 24        | 25        | 26        | 27        | 28        |
| 40        | 29        | 30        |           |           |           |           |           |
| --------- | --------- | --------- | --------- | --------- | --------- | --------- | --------- |

| Oktober | Oktober | Oktober | Oktober | Oktober | Oktober | Oktober | Oktober |
| Kw      | Mo      | Di      | Mi      | Do      | Fr      | Sa      | So      |
| 40      |         |         | 1       | 2       | 3       | 4       | 5       |
| 41      | 6       | 7       | 8       | 9       | 10      | 11      | 12      |
| 42      | 13      | 14      | 15      | 16      | 17      | 18      | 19      |
| 43      | 20      | 21      | 22      | 23      | 24      | 25      | 26      |
| 44      | 27      | 28      | 29      | 30      | 31      |         |         |
| ------- | ------- | ------- | ------- | ------- | ------- | ------- | ------- |

| November | November | November | November | November | November | November | November |
| Kw       | Mo       | Di       | Mi       | Do       | Fr       | Sa       | So       |
| 44       |          |          |          |          |          | 1        | 2        |
| 45       | 3        | 4        | 5        | 6        | 7        | 8        | 9        |
| 46       | 10       | 11       | 12       | 13       | 14       | 15       | 16       |
| 47       | 17       | 18       | 19       | 20       | 21       | 22       | 23       |
| 48       | 24       | 25       | 26       | 27       | 28       | 29       | 30       |
| -------- | -------- | -------- | -------- | -------- | -------- | -------- | -------- |

| Dezember | Dezember | Dezember | Dezember | Dezember | Dezember | Dezember | Dezember |
| Kw       | Mo       | Di       | Mi       | Do       | Fr       | Sa       | So       |
| 49       | 1        | 2        | 3        | 4        | 5        | 6        | 7        |
| 50       | 8        | 9        | 10       | 11       | 12       | 13       | 14       |
| 51       | 15       | 16       | 17       | 18       | 19       | 20       | 21       |
| 52       | 22       | 23       | 24       | 25       | 26       | 27       | 28       |
| 1        | 29       | 30       | 31       |          |          |          |          |
| -------- | -------- | -------- | -------- | -------- | -------- | -------- | -------- |

| Januar | Januar | Januar | Januar | Januar | Januar | Januar | Januar |
| Kw     | Mo     | Di     | Mi     | Do     | Fr     | Sa     | So     |
| 1      |        |        | 1      | 2      | 3      | 4      | 5      |
| 2      | 6      | 7      | 8      | 9      | 10     | 11     | 12     |
| 3      | 13     | 14     | 15     | 16     | 17     | 18     | 19     |
| 4      | 20     | 21     | 22     | 23     | 24     | 25     | 26     |
| 5      | 27     | 28     | 29     | 30     | 31     |        |        |
| ------ | ------ | ------ | ------ | ------ | ------ | ------ | ------ |

| Februar | Februar | Februar | Februar | Februar | Februar | Februar | Februar |
| Kw      | Mo      | Di      | Mi      | Do      | Fr      | Sa      | So      |
| 5       |         |         |         |         |         | 1       | 2       |
| 6       | 3       | 4       | 5       | 6       | 7       | 8       | 9       |
| 7       | 10      | 11      | 12      | 13      | 14      | 15      | 16      |
| 8       | 17      | 18      | 19      | 20      | 21      | 22      | 23      |
| 9       | 24      | 25      | 26      | 27      | 28      |         |         |
| ------- | ------- | ------- | ------- | ------- | ------- | ------- | ------- |

| März | März | März | März | März | März | März | März |
| Kw   | Mo   | Di   | Mi   | Do   | Fr   | Sa   | So   |
| 9    |      |      |      |      |      | 1    | 2    |
| 10   | 3    | 4    | 5    | 6    | 7    | 8    | 9    |
| 11   | 10   | 11   | 12   | 13   | 14   | 15   | 16   |
| 12   | 17   | 18   | 19   | 20   | 21   | 22   | 23   |
| 13   | 24   | 25   | 26   | 27   | 28   | 29   | 30   |
| 14   | 31   |      |      |      |      |      |      |
| ---- | ---- | ---- | ---- | ---- | ---- | ---- | ---- |

| April | April | April | April | April | April | April | April |
| Kw    | Mo    | Di    | Mi    | Do    | Fr    | Sa    | So    |
| 14    |       | 1     | 2     | 3     | 4     | 5     | 6     |
| 15    | 7     | 8     | 9     | 10    | 11    | 12    | 13    |
| 16    | 14    | 15    | 16    | 17    | 18    | 19    | 20    |
| 17    | 21    | 22    | 23    | 24    | 25    | 26    | 27    |
| 18    | 28    | 29    | 30    |       |       |       |       |
| ----- | ----- | ----- | ----- | ----- | ----- | ----- | ----- |

| Mai | Mai | Mai | Mai | Mai | Mai | Mai | Mai |
| Kw  | Mo  | Di  | Mi  | Do  | Fr  | Sa  | So  |
| 18  |     |     |     | 1   | 2   | 3   | 4   |
| 19  | 5   | 6   | 7   | 8   | 9   | 10  | 11  |
| 20  | 12  | 13  | 14  | 15  | 16  | 17  | 18  |
| 21  | 19  | 20  | 21  | 22  | 23  | 24  | 25  |
| 22  | 26  | 27  | 28  | 29  | 30  | 31  |     |
| --- | --- | --- | --- | --- | --- | --- | --- |

| Juni | Juni | Juni | Juni | Juni | Juni | Juni | Juni |
| Kw   | Mo   | Di   | Mi   | Do   | Fr   | Sa   | So   |
| 22   |      |      |      |      |      |      | 1    |
| 23   | 2    | 3    | 4    | 5    | 6    | 7    | 8    |
| 24   | 9    | 10   | 11   | 12   | 13   | 14   | 15   |
| 25   | 16   | 17   | 18   | 19   | 20   | 21   | 22   |
| 26   | 23   | 24   | 25   | 26   | 27   | 28   | 29   |
| 27   | 30   |      |      |      |      |      |      |
| ---- | ---- | ---- | ---- | ---- | ---- | ---- | ---- |

| Juli | Juli | Juli | Juli | Juli | Juli | Juli | Juli |
| Kw   | Mo   | Di   | Mi   | Do   | Fr   | Sa   | So   |
| 27   |      | 1    | 2    | 3    | 4    | 5    | 6    |
| 28   | 7    | 8    | 9    | 10   | 11   | 12   | 13   |
| 29   | 14   | 15   | 16   | 17   | 18   | 19   | 20   |
| 30   | 21   | 22   | 23   | 24   | 25   | 26   | 27   |
| 31   | 28   | 29   | 30   | 31   |      |      |      |
| ---- | ---- | ---- | ---- | ---- | ---- | ---- | ---- |

| August | August | August | August | August | August | August | August |
| Kw     | Mo     | Di     | Mi     | Do     | Fr     | Sa     | So     |
| 31     |        |        |        |        | 1      | 2      | 3      |
| 32     | 4      | 5      | 6      | 7      | 8      | 9      | 10     |
| 33     | 11     | 12     | 13     | 14     | 15     | 16     | 17     |
| 34     | 18     | 19     | 20     | 21     | 22     | 23     | 24     |
| 35     | 25     | 26     | 27     | 28     | 29     | 30     | 31     |
| ------ | ------ | ------ | ------ | ------ | ------ | ------ | ------ |

| September | September | September | September | September | September | September | September |
| Kw        | Mo        | Di        | Mi        | Do        | Fr        | Sa        | So        |
| 36        | 1         | 2         | 3         | 4         | 5         | 6         | 7         |
| 37        | 8         | 9         | 10        | 11        | 12        | 13        | 14        |
| 38        | 15        | 16        | 17        | 18        | 19        | 20        | 21        |
| 39        | 22        | 23        | 24        | 25        | 26        | 27        | 28        |
| 40        | 29        | 30        |           |           |           |           |           |
| --------- | --------- | --------- | --------- | --------- | --------- | --------- | --------- |

| Oktober | Oktober | Oktober | Oktober | Oktober | Oktober | Oktober | Oktober |
| Kw      | Mo      | Di      | Mi      | Do      | Fr      | Sa      | So      |
| 40      |         |         | 1       | 2       | 3       | 4       | 5       |
| 41      | 6       | 7       | 8       | 9       | 10      | 11      | 12      |
| 42      | 13      | 14      | 15      | 16      | 17      | 18      | 19      |
| 43      | 20      | 21      | 22      | 23      | 24      | 25      | 26      |
| 44      | 27      | 28      | 29      | 30      | 31      |         |         |
| ------- | ------- | ------- | ------- | ------- | ------- | ------- | ------- |

| November | November | November | November | November | November | November | November |
| Kw       | Mo       | Di       | Mi       | Do       | Fr       | Sa       | So       |
| 44       |          |          |          |          |          | 1        | 2        |
| 45       | 3        | 4        | 5        | 6        | 7        | 8        | 9        |
| 46       | 10       | 11       | 12       | 13       | 14       | 15       | 16       |
| 47       | 17       | 18       | 19       | 20       | 21       | 22       | 23       |
| 48       | 24       | 25       | 26       | 27       | 28       | 29       | 30       |
| -------- | -------- | -------- | -------- | -------- | -------- | -------- | -------- |

| Dezember | Dezember | Dezember | Dezember | Dezember | Dezember | Dezember | Dezember |
| Kw       | Mo       | Di       | Mi       | Do       | Fr       | Sa       | So       |
| 49       | 1        | 2        | 3        | 4        | 5        | 6        | 7        |
| 50       | 8        | 9        | 10       | 11       | 12       | 13       | 14       |
| 51       | 15       | 16       | 17       | 18       | 19       | 20       | 21       |
| 52       | 22       | 23       | 24       | 25       | 26       | 27       | 28       |
| 1        | 29       | 30       | 31       |          |          |          |          |
| -------- | -------- | -------- | -------- | -------- | -------- | -------- | -------- |

## Ereignisse

### Politik und Weltgeschehen

#### Vierter Kreuzzug

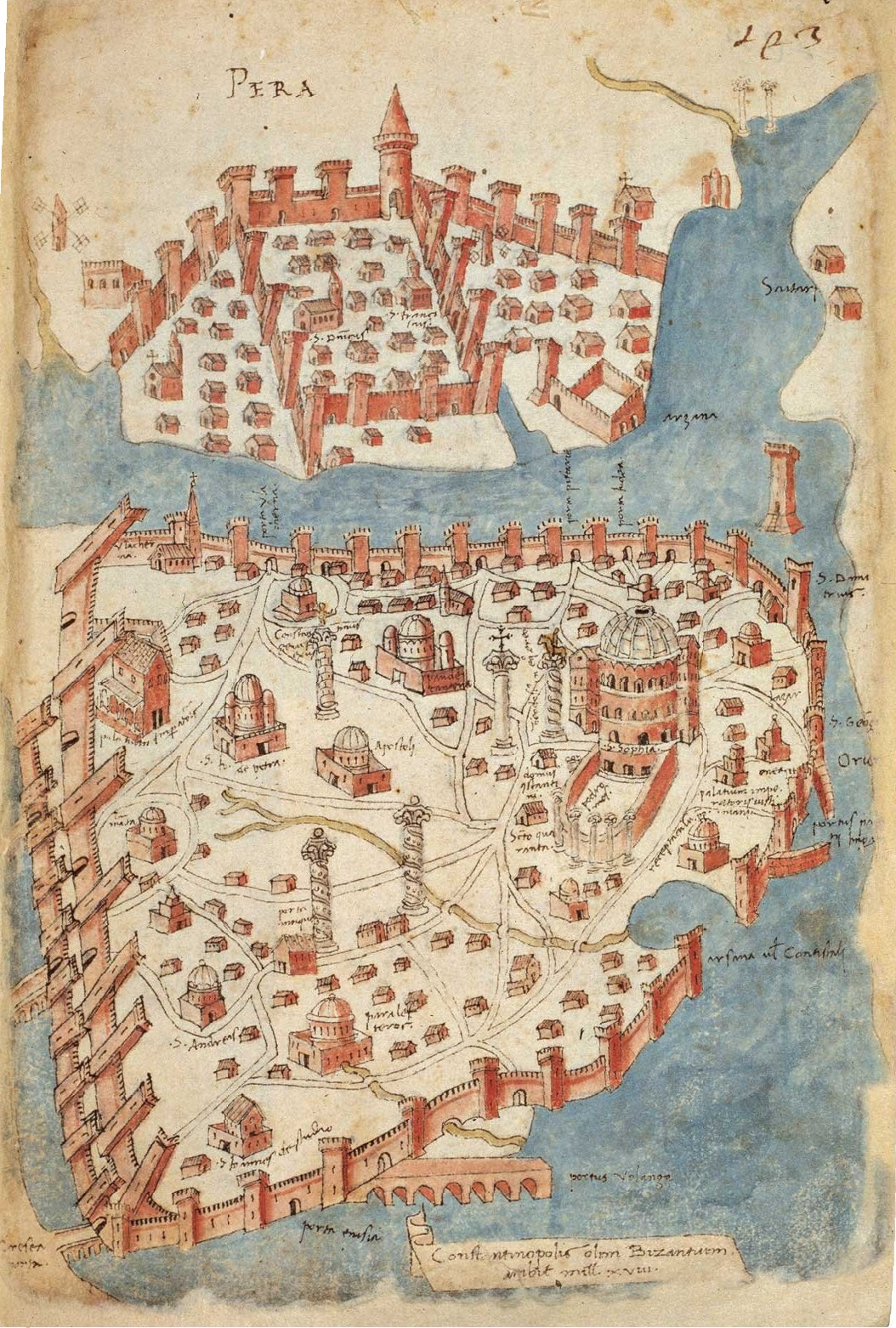
Mittelalterliche Karte von Konstantinopel

- Januar: In ihrem Winterlager bei Zara, das sie im letzten Jahr erobert haben, erfahren die Kreuzfahrer, dass sich der Vierte Kreuzzug entgegen dem ausdrücklichen Willen Papst Innozenz III. nicht direkt ins Heilige Land begeben wird, sondern sich auf Bitte des exilierten byzantinischen Kronprinzen Alexios Angelos zuvor gegen Konstantinopel wendet. Wie schon bei der Eroberung Zaras sind die Meinungen darüber geteilt. Viele weigern sich und verlassen das Kreuzfahrerheer. Die wichtigsten Anführer, darunter Bonifatius von Montferrat, Ludwig von Blois, Balduin von Flandern und Hennegau sowie Hugo IV. von St. Pol stimmen jedoch zu.
- 7. April: Das überwiegend französisch-venezianische Heer bricht auf venezianischen Schiffen Richtung Konstantinopel auf. Es macht Zwischenstation auf Korfu. Als sie dort vom Ziel des Kreuzzuges erfährt, regt sich in der Bevölkerung Widerstand.
- 24. Mai: Das Kreuzfahrerheer verlässt Korfu und erreicht über Euböa die Dardanellen, wo die Stadt Abydos eingenommen wird.

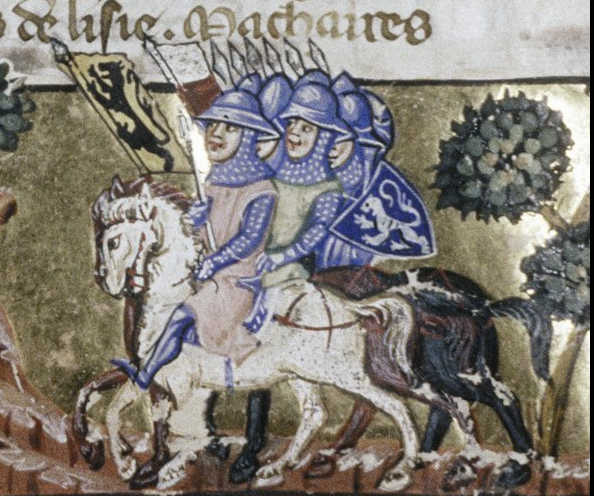
Die Kreuzritter erreichen Konstantinopel, Miniatur um 1330

- 24. Juni: Die Kreuzfahrer gehen am Bosporus an Land. Es beginnen letztlich ergebnislose Verhandlungen mit Kaiser Alexios III.
- 17. Juli: Nach dem ersten Angriff auf Konstantinopel flieht Kaiser Alexios III. bei Nacht aus der Stadt nach Thrakien. Der Widerstand bricht daraufhin rasch zusammen.
- 18. Juli: Isaak II. wird aus dem Kerker geholt und wieder auf den Thron gesetzt
- 1. August: Alexios IV. wird von seinem Vater Isaak II. zum Mitkaiser im Byzantinischen Reich bestimmt. Er übernimmt die faktische Herrschaft auf Druck der in Konstantinopel weilenden Kreuzfahrer des Vierten Kreuzzugs. Sein Vater ist durch achtjährige Kerkerhaft und Blendung nach dem Staatsstreich seines Bruders Alexios III. gehandicapt.
- Da der neue Kaiser nicht in der Lage ist, die gemachten Versprechungen reicher Belohnung einzulösen, kommt es zunehmend zu Übergriffen von Kreuzfahrern auf Kaufleute und die Bevölkerung.

#### Heiliges Römisches Reich
- Deutscher Thronstreit: Philipp von Schwaben verlobt seine einjährige Tochter Kunigunde von Staufen mit Otto VIII. von Wittelsbach, Pfalzgraf von Bayern, damit dieser ihn im Krieg gegen Landgraf Herrmann I. von Thüringen unterstützt.

#### Frankreich/England
- Januar: Isabella von Angoulême, Ehefrau des englischen Königs Johann Ohneland, wird im Französisch-Englischen Krieg von französischen Truppen in Chinon belagert. Sie wird schließlich durch ein Söldnerkontingent unter Pierre de Préaux entsetzt und nach Argentan gebracht.
- 3. April: Arthur von der Bretagne, Prätendent auf den englischen Thron und die englischen Besitzungen in Frankreich, kommt nach einem halben Jahr in der Gefangenschaft seines Onkels Johann Ohneland unter ungeklärten Umständen in Rouen ums Leben. Ob er von seinem Onkel eigenhändig ermordet wird oder von dessen Vertrautem William de Braose, ist nicht bekannt. Arthurs Ansprüche gehen auf seine Schwester Eleonore über, die sich in Corfe Castle ebenfalls in der Gewalt Johanns befindet. Durch den Mord an Arthur verliert Johann, der sich im Krieg gegen Frankreich ohnehin schon in der Defensive befindet, weiteren Rückhalt beim Adel und kann deshalb im Sommer keinen Feldzug unternehmen.
- Sommer: Der französische König Philipp II. stößt entlang der Loire vor, während die Rebellen aus dem Poitou Angriffe auf Aquitanien führen. Anschließend nimmt Philipp II. seine Angriffe auf die Grenzburgen der Normandie wieder auf. Zunächst wird Conches erobert, dann ergibt sich überraschend die von Robert FitzWalter und Saer de Quincy verteidigte Burg von Vaudreuil.
- Ende August beginnen die Franzosen mit der Belagerung des als uneinnehmbar geltenden Château Gaillard, das das Seinetal sperrt. Ein von Johann und seinem Vertrauten William Marshal geführter Entsatzversuch zu Wasser und zu Land scheitert unter hohen Verlusten. Johann wendet sich daraufhin nach Westen und greift die Bretagne an, wo er Dol plündert.
- Misstrauisch gegenüber seinen Baronen in der Normandie, resigniert Johann und segelt am 5. Dezember von Barfleur nach Portsmouth in England.

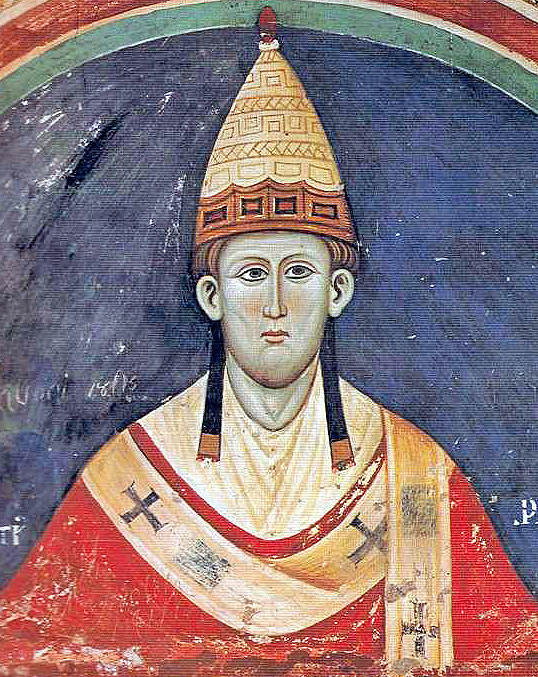
Innozenz III.
Fresko im Benediktinerkloster Subiaco, Latium, um 1219

- Papst Innozenz III. droht mit dem Kirchenbann und dem Interdikt gegen die Normandie.

#### Japan

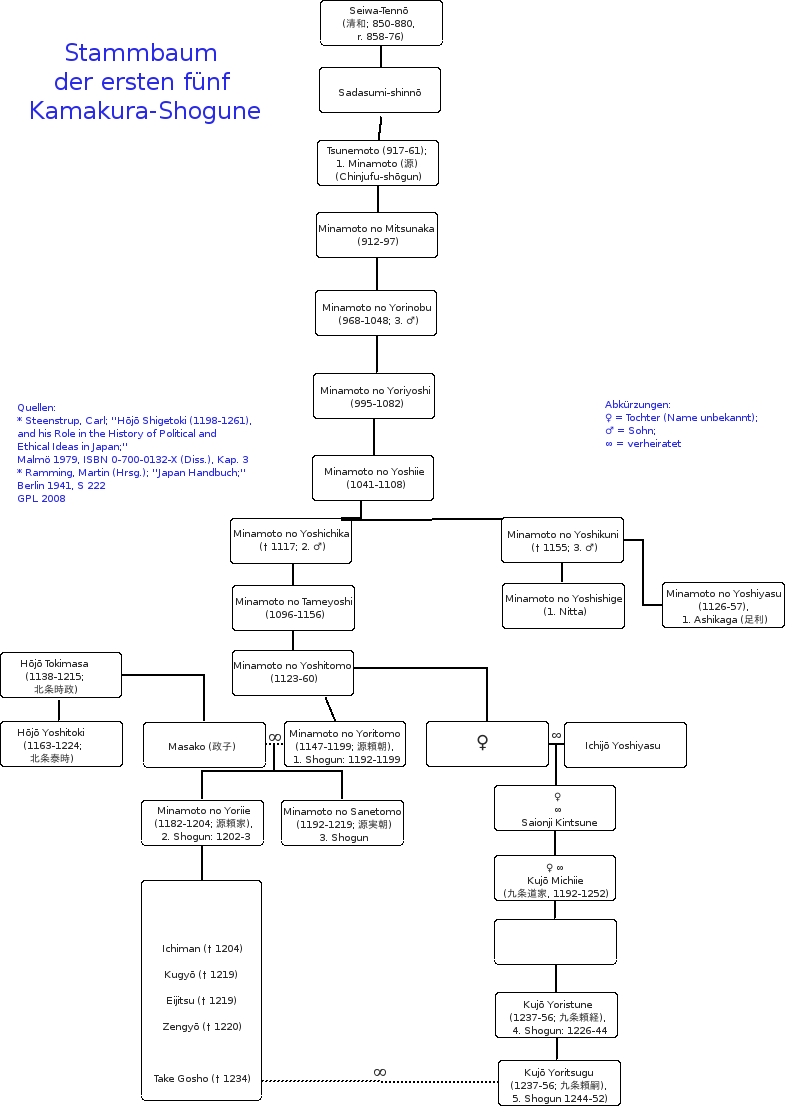
Stammbaum des Minamoto-Clans

- 30. Juni: Minamoto no Yoriie wird vom Hōjō-Clan als Shōgun abgesetzt. Ein Rat aus 13 Ältesten, der von seinem Großvater Hōjō Tokimasa geleitet wird, übernimmt die Führung in Japan. Daraufhin schmiedet Yoriie gemeinsam mit seinem Schwiegervater Hiki Yoshikazu ein Komplott, um den Hōjō-Clan zu bezwingen. Er scheitert jedoch, wird unter Hausarrest gestellt und zum Abdanken gezwungen. Sein elfjähriger Bruder Minamoto no Sanetomo wird Shōgun des Kamakura-Shōgunats ohne tatsächliche Macht.

#### Urkundliche Ersterwähnungen
- Mesocco, Sceaux, Soazza und Verdabbio werden erstmals urkundlich erwähnt.

### Kultur
- Juni: Zerstörung der Erfurter Weingärten bei der Belagerung Erfurts durch Otto IV. Die Erwähnung dieses historischen Ereignisses im Parzival des Wolfram von Eschenbach ist einer der seltenen datierbaren historischen Bezüge in der deutschsprachigen Literatur des Mittelalters.
- 12. November: Einzige urkundliche Erwähnung von Walther von der Vogelweide
- Der Geschichtsschreiber Robert de Clari erwähnt, er habe ein Tuch (möglicherweise das Turiner Grabtuch) mit dem Abdruck des Herrn in Konstantinopel gesehen.

### Religion
- Ekbert von Andechs-Meranien wird Nachfolger des am 19. Februar verstorbenen Konrad von Ergersheim als Bischof von Bamberg.
- In einer Handschrift von Stephen Langton tauchen Kapitelnummerierungen der Bibel in moderner Ausprägung auf.

## Geboren

### Genaues Geburtsdatum unbekannt
- Peter II., Graf von Savoyen und Earl of Richmond († 1268)
- Abu Zakariya Yahya I., Herrscher der Hafsiden in Ifrīqiya († 1249)
- Alan de la Zouche, englischer Militär und Adliger († 1270)

### Geboren um 1203
- Abū Yahyā Zakariyā' ibn Muhammad al-Qazwīnī, persischer Arzt, Astronom und Geograf († 1283)
- Mechthild von Landsberg, Gräfin von Sayn und Stifterin († um 1291)
- Mindaugas, litauischer Großfürst († 1263)
- William d’Aubigny, 4. Earl of Arundel, englischer Magnat († 1224)

## Gestorben

### Todesdatum gesichert
- 3. Januar: Wilhelm II., Graf von Chalon
- 22. Januar: Agnes II. von Meißen, Äbtissin des Stifts Quedlinburg (* vor 1145)
- 19. Februar: Konrad von Ergersheim, Bischof von Bamberg
- 3. April: Arthur I., designierter englischer Thronerbe (* 1187)
- 16. April: Menachem ben Jakob ben Salomo ben Menachem, deutscher Dichter
- 12. Mai: Nantelmus von Ecublens, Bischof von Sitten
- 23. Mai: Bernhard von Ibbenbüren, Bischof von Paderborn
- 9. Juni: Hermann II. von Katzenelnbogen, Bischof von Münster (* 1140 oder 1150)
- 12. Juli: Isabel de Warenne, englische Adlige (* 1136)
- 11. September: Stephan von Tournai, Bischof von Tournai (* 1128)
- 8. Oktober: Hiki Yoshikazu, japanischer Schwertadliger
- 4. November: Dietrich VII., Graf von Holland
- 23. Dezember: Otto I., Graf von Brehna, Gommern und Jessen

### Genaues Todesdatum unbekannt
- März: Hedwig von Ballenstedt, Markgräfin von Meißen (* um 1140)
- Mai: Dafydd ab Owain, Fürst des walisischen Fürstentums Gwynedd
- September: Wilhelm VIII., Herr von Montpellier (* um 1172)
- Dezember: Waleran de Beaumont, 4. Earl of Warwick, englischer Magnat
- ʿAbd al-Ghanī al-Maqdisī, Hadithwissenschaftler (* 1146)
- Abd Allah ibn Ishaq ibn Ghaniya, Emir im Taifa-Königreich von Mallorca
- Alexios Komnenos Palaiologos, byzantinischer Aristokrat, Schwiegersohn und Thronfolger von Kaiser Alexios III.
- Franko von Wettringen, Domdechant und Domherr in Münster
- Guido von Bazoches, französischer Chronist (* vor 1146)
- Mathieu I. de Marly, französischer Kreuzritter
- Martshang Sherab Sengge, Person des tibetischen Buddhismus (* 1135)
- Mongaku, japanischer Mönch und Politiker (* 1139)
- Petrus von Blois, französischer Dichter und Diplomat (* 1135)
- Richard, Bischof von Moray
- William de Stuteville, anglonormannischer Adliger (* um 1140)